# 石川県道144号別所野町線

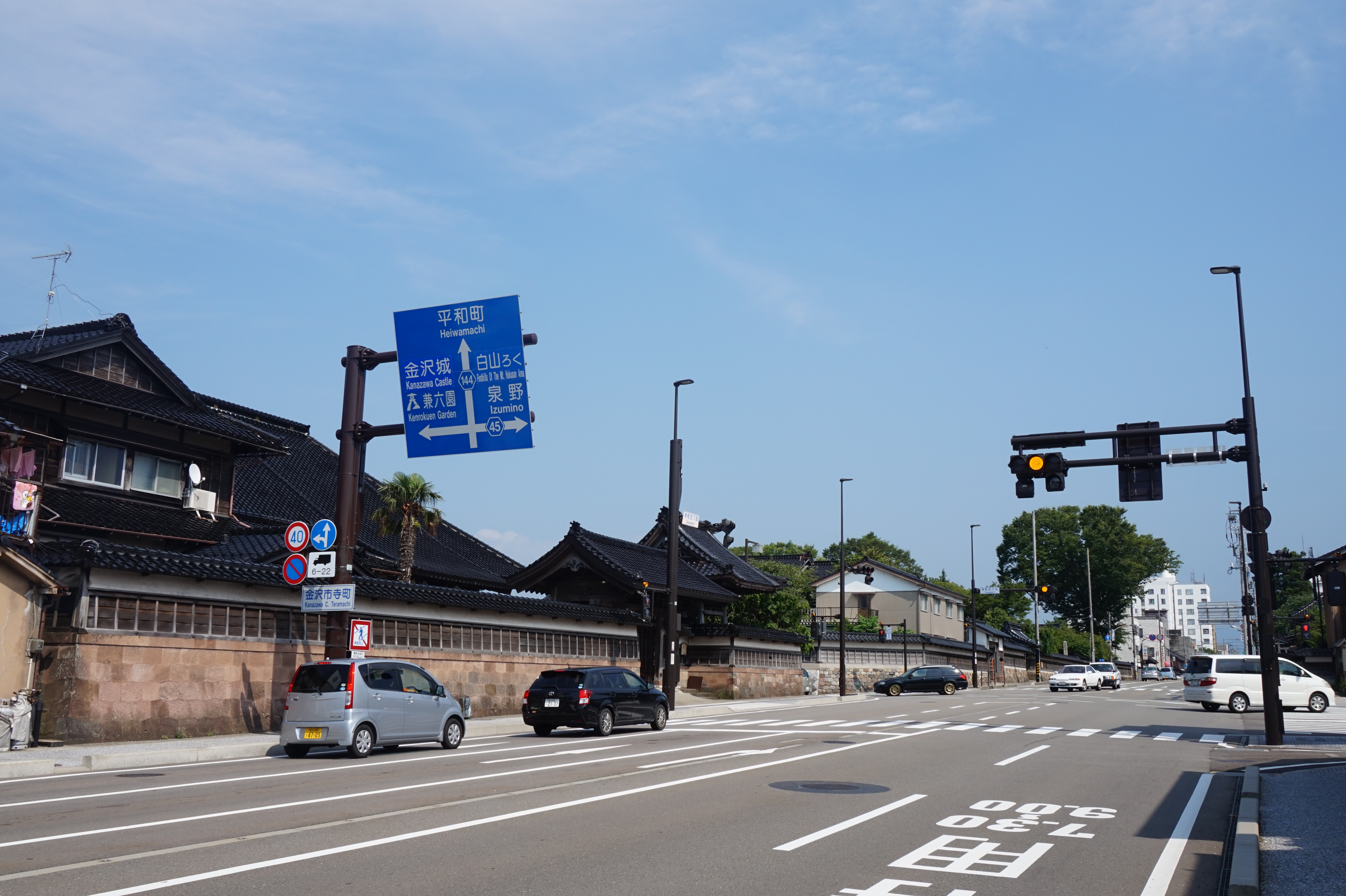
寺町五丁目交差点

石川県道144号別所野町線（いしかわけんどう144ごう べっしょのまちせん）は、石川県金沢市内を通る一般県道（石川県道）である。

## 路線概要
- 起点：石川県金沢市別所町ツ53番4地先（＝石川県道114号小原土清水線交点）
- 終点：石川県金沢市野町一丁目168番2地先（＝野町広小路交差点・ 国道157号、石川県道25号金沢美川小松線交点）

起点は、特産品の筍で知られる金沢市別所町である。同市つつじが丘、同市野田町、同市平和町、同市十一屋町、同市寺町と、寺町台地を北上する。寺町五丁目交差点で石川県道45号金沢鶴来線と重複し、終点の野町広小路交差点に至る。

## 歴史
- 1973年（昭和48年）3月31日：路線認定。

## 接続道路
- 石川県道114号小原土清水線（金沢市別所町：起点）
- 石川県道45号金沢鶴来線（金沢市寺町・寺町五丁目交差点）
- 国道157号、石川県道25号金沢美川小松線（金沢市野町・野町広小路交差点：終点）

## 重複区間
- 石川県道45号金沢鶴来線（金沢市寺町五丁目交差点 - 野町広小路交差点）

## 周辺施設
- 北陸学院短期大学
- 北陸学院小学校
- 北陸学院短期大学附属幼稚園
- 陸上自衛隊三小牛演習場
- 野田山墓地
- 陸上自衛隊金沢駐屯地
- 金沢大学附属高等学校
- 金沢大学附属中学校
- 金沢大学附属小学校
- 金沢市立病院
- 寺町寺院群

## 別名
- 寺町通り（金沢市）